# The Battle of San Juan Hill
The Battle of San Juan Hill est un film muet américain réalisé par Francis Ford et sorti en 1913.

## Fiche technique
- Réalisation : Francis Ford
- Scénario : Grace Cunard
- Durée : 30 minutes
- Date de sortie :  États-Unis : 3 juin 1913

## Distribution
- Francis Ford : Simmons
- Grace Cunard : Inez Lopez